# Vicuña (ort)
Vicuña är en ort i Chile.   Den ligger i provinsen Provincia de Elqui och regionen Región de Coquimbo, i den centrala delen av landet, 400 km norr om huvudstaden Santiago de Chile. Vicuña ligger 616 meter över havet och antalet invånare är 13 496.
Terrängen runt Vicuña är kuperad västerut, men österut är den bergig. Vicuña ligger nere i en dal. Det finns inga andra samhällen i närheten. 
Omgivningarna runt Vicuña är i huvudsak ett öppet busklandskap. Runt Vicuña är det mycket glesbefolkat, med 4 invånare per kvadratkilometer.